# Maury Gurgel Valente
Maury Gurgel Valente (* 22. März 1921 in Rio de Janeiro; † 28. Dezember 1994) war ein brasilianischer Diplomat.

## Leben
Maury Gurgel Valente ist ein Sohn von Maria José Ferreira de Souza und Mozart Gurgel Valente. Ein Bruder seiner Mutter war Glauco Ferreira de Souza, der ab 25. Oktober 1958 Botschafter in La Paz war und dort am 21. März 1959 starb. Seine Brüder sind Murillo Gurgel Valente und Mozart Gurgel Valente Júnior. Maury studierte mit Clarice Lispector, mit der er von 1943 bis 1959 verheiratet war und zwei Kinder hatte, Rechtswissenschaft an der Universidade Federal do Rio de Janeiro. Später heiratete er Isabel Maria Leitão da Cunha (* 16. Oktober 1931).
Am 28. August 1940 absolvierte er den Curso de Preparação à Carreira de Diplomata des Rio-Branco-Institutes und wurde in Belém beschäftigt. Er reiste über Kairo nach Neapel, wo er von Juli 1944 bis April 1946 Exequatur als Konsul für die Força Expedicionária Brasileira hatte, welche sich mit etwa 25.000 Mann an der alliierten Invasion in Italien beteiligte. Im März 1946 wurde ihm ein Posten in Bern zugewiesen. Am 8. September 1949 wurde er zur dritten Verhandlungsrunde des Allgemeines Zoll- und Handelsabkommen nach Torquay gesandt.
1959 war er Geschäftsträger in Washington, D.C., von 14. April 1962 bis 12. November 1964 war er Geschäftsträger in Warschau, von 14. Dezember 1964 bis 24. April 1967 war er Botschafter in Panama-Stadt und von 6. Dezember 1983 bis 1984 war er Botschafter in Den Haag.